# Ганс-Ульріх Шельц
Ганс-Ульріх Шельц (нім. Hans-Ulrich Scheltz; 15 листопада 1909, Штеттін — 2 серпня 1985, Кіль) — німецький офіцер-підводник, капітан-лейтенант резерву крігсмаріне (1 листопада 1943).

## Біографія
В 1934 році вступив на флот. З грудня 1941 року — вахтовий офіцер на підводному човні U-569. З жовтня 1942 по лютий 1943 року пройшов курс командира човна. З 23 лютого 1943 по 9 травня 1945 року — командир UD-5.

## Нагороди
- Медаль «За вислугу років у Вермахті» 4-го класу (4 роки)
- Залізний хрест 2-го і 1-го класу
- Нагрудний знак підводника